# Mistrovství světa v ledním hokeji 2002
66. Mistrovství světa v ledním hokeji 2002 se konalo ve Švédsku v Jönköpingu, Göteborgu a Karlstadu ve dnech 26. dubna – 11. května 2002. Mistrovství vyhrál výběr Slovenska.

Mistrovství se zúčastnilo šestnáct mužstev, rozdělených do čtyř čtyřčlenných skupin, z nichž první tři týmy postoupily do dvou osmifinálových skupin, týmy z prvního až čtvrtého místa postoupily do play off. Mužstva, které skončila v základní skupině na čtvrtém místě, hrála ve skupině o udržení. Japonsko v případě, že skončilo na sestupovém místě hrálo v Asijské kvalifikaci.

## Stadiony
| Göteborg                      | Jönköping                      | Karlstad                            |
| Scandinavium Kapacita: 12 044 | Kinnarps Arena Kapacita: 6 236 | Löfbergs Lila Arena kapacita: 8 647 |
|                               |                                |                                     |

## Výsledky a tabulky

### Skupina A
|    |           | CZE | GER | SUI | JPN | V | R | P | Skóre | B |
| 1. | Česko     | *** | 7:5 | 5:0 | 5:3 | 3 | 0 | 0 | 17:8  | 6 |
| 2. | Německo   | 5:7 | *** | 3:0 | 9:2 | 2 | 0 | 1 | 17:9  | 4 |
| 3. | Švýcarsko | 0:5 | 0:3 | *** | 5:1 | 1 | 0 | 2 | 5:9   | 2 |
| 4. | Japonsko  | 3:5 | 2:9 | 1:5 | *** | 0 | 0 | 3 | 6:19  | 0 |

| 26. dubna 2002 15:15 | Německo | 9:2 (2:0, 5:2, 2:0) | Japonsko | Jönköping (Kinnarps Arena) Návštěvnost: 2 374 |  |

| Zpráva | |  |                                        |
| 4:36 Andreas Morczinietz 8:03 Dennis Seidenberg 22:54 Boris Blank 23:54 Stefan Ustorf 31:13 Leonard Soccio 31:47 Boris Blank 37:14 Klaus Kathan 48:42 Andreas Morczinietz 52:37 Klaus Kathan | 4:36 Andreas Morczinietz 8:03 Dennis Seidenberg 22:54 Boris Blank 23:54 Stefan Ustorf 31:13 Leonard Soccio 31:47 Boris Blank 37:14 Klaus Kathan 48:42 Andreas Morczinietz 52:37 Klaus Kathan |  | 25:48 Chris Jule 30:58 Takahito Suzuki |

| 26. dubna 2002 20:00 | Švýcarsko | 0:5 (0:1, 0:3, 0:1) | Česko | Jönköping (Kinnarps Arena) Návštěvnost: 3 500 |  |

| Zpráva |  |  | |
|        |  |  | 6:56 František Kaberle 34:15 Viktor Ujčík 36:54 Viktor Ujčík 38:32 Jaroslav Hlinka 52:42 Martin Procházka |

| 28. dubna 2002 15:15 | Německo | 3:0 (1:0, 1:0, 1:0) | Švýcarsko | Jönköping (Kinnarps Arena) Návštěvnost: 3 148 |  |

| Zpráva                                                        |
| 9:30 Daniel Kreutzer 20:22 Stefan Ustorf 40:26 Jürgen Rumrich |

| 28. dubna 2002 19:00 | Česko | 5:3 (0:1, 3:1, 2:1) | Japonsko | Jönköping (Kinnarps Arena) Návštěvnost: 2 800 |  |

| Zpráva                                                                                            |                                                                                                   |  |                                                             |
| 22:16 Pavel Kubina 25:33 Tomáš Vlasák 32:19 Jaromír Jágr 50:41 Jaroslav Špaček 54:43 Jaromír Jágr | 22:16 Pavel Kubina 25:33 Tomáš Vlasák 32:19 Jaromír Jágr 50:41 Jaroslav Špaček 54:43 Jaromír Jágr |  | 1:08 Ryan Kuwabara 31:35 Chris Jule 41:51 Jošikazu Kabajama |

| 29. dubna 2002 16:00 | Japonsko | 1:5 (1:1, 0:4, 0:0) | Švýcarsko | Jönköping (Kinnarps Arena) Návštěvnost: 3 121 |  |

| Zpráva             |                    |  | |
| 10:46 Masatuši Ito | 10:46 Masatuši Ito |  | 18:30 Jean-Jacques Aeschlimann 21:15 Adrian Wichser 24:07 Martin Plüss 31:57 SN Jean-Jacques Aeschlimann 37:58 Martin Steinegger |

| 29. dubna 2002 20:00 | Česko | 7:5 (2:1, 2:2, 3:2) | Německo | Jönköping (Kinnarps Arena) Návštěvnost: 4 732 |  |

| Zpráva | |  | |
| 9:10 Tomáš Vlasák 14:02 Pavel Kubina 29:26 Zdeněk Sedlák 38:50 Tomáš Vlasák 47:25 Petr Čajánek 55:15 Martin Procházka 59:42 David Výborný | 9:10 Tomáš Vlasák 14:02 Pavel Kubina 29:26 Zdeněk Sedlák 38:50 Tomáš Vlasák 47:25 Petr Čajánek 55:15 Martin Procházka 59:42 David Výborný |  | 8:03 Erich Goldmann 37:36 Christoph Schubert 37:58 Leonard Soccio 49:54 Christian Ehrhoff 59:07 Wayne Hynes |

### Skupina B
|    |           | FIN | SVK | UKR | POL | V | R | P | Skóre | B |
| 1. | Finsko    | *** | 3:1 | 3:0 | 8:0 | 3 | 0 | 0 | 14:1  | 6 |
| 2. | Slovensko | 1:3 | *** | 5:4 | 7:0 | 2 | 0 | 1 | 13:7  | 4 |
| 3. | Ukrajina  | 0:3 | 4:5 | *** | 3:0 | 1 | 0 | 2 | 7:8   | 2 |
| 4. | Polsko    | 0:8 | 0:7 | 0:3 | *** | 0 | 0 | 3 | 0:18  | 0 |

| 27. dubna 2002 15:15 | Slovensko | 7:0 (2:0, 1:0, 4:0) | Polsko | Göteborg (Scandinavium) Návštěvnost: 2 839 |  |

| Zpráva |
| 3:38 Peter Bondra 12:25 Vladimír Országh 39:19 Róbert Tomík 44:25 Ľuboš Bartečko 47:09 Richard Lintner 56:43 Rastislav Pavlikovský 58:10 Róbert Petrovický |

| 27. dubna 2002 19:00 | Ukrajina | 0:3 (0:1, 0:1, 0:1) | Finsko | Göteborg (Scandinavium) Návštěvnost: 3 118 |  |

| Zpráva |  |  |                                                           |
|        |  |  | 1:58 Jere Karalahti 34:49 Marko Tuulola 51:40 Antti Aalto |

| 29. dubna 2002 16:00 | Slovensko | 5:4 (2:1, 2:2, 1:1) | Ukrajina | Göteborg (Scandinavium) Návštěvnost: 2 315 |  |

| Zpráva | |  |                                                                                      |
| 4:21 Róbert Tomík 13:55 Miroslav Hlinka 31:37 Ladislav Čierny 32:30 Richard Lintner 56:50 Richard Lintner | 4:21 Róbert Tomík 13:55 Miroslav Hlinka 31:37 Ladislav Čierny 32:30 Richard Lintner 56:50 Richard Lintner |  | 3:05 Boris Procenko 20:50 Roman Salnikov 26:54 Vasyl Bobrovnikov 48:13 Dmitrij Cyrul |

| 29. dubna 2002 20:00 | Finsko | 8:0 (3:0, 2:0, 3:0) | Polsko | Göteborg (Scandinavium) Návštěvnost: 6 000 |  |

| Zpráva |
| 2:44 Niklas Hagman 4:27 Tom Koivisto 10:06 Tomi Kallio 21:45 Janne Ojanen 28:52 Timo Pärssinen 40:50 Timo Pärssinen 44:05 Antti Miettinen 50:27 Timo Pärssinen |

| 30. dubna 2002 16:00 | Finsko | 3:1 (2:0, 1:0, 0:1) | Slovensko | Göteborg (Scandinavium) Návštěvnost: 6 000 |  |

| Zpráva                                                     |                                                            |  |                  |
| 1:35 Antti Miettinen 13:51 Tomi Kallio 36:54 Niklas Hagman | 1:35 Antti Miettinen 13:51 Tomi Kallio 36:54 Niklas Hagman |  | 44:28 Dušan Milo |

| 30. dubna 2002 20:00 | Polsko | 0:3 (0:1, 0:0, 0:2) | Ukrajina | Jönköping (Kinnarps Arena) Návštěvnost: 1 828 |  |

| Zpráva |  |  |                                                                   |
|        |  |  | 4:45 Vadim Šachrajčuk 41:54 Vadim Šachrajčuk 59:13 Roman Salnikov |

### Skupina C
|    |           | SWE | RUS | AUT | SLO | V | R | P | Skóre | B |
| 1. | Švédsko   | *** | 2:0 | 5:3 | 8:2 | 3 | 0 | 0 | 15:5  | 6 |
| 2. | Rusko     | 0:2 | *** | 6:3 | 8:1 | 2 | 0 | 1 | 14:6  | 4 |
| 3. | Rakousko  | 3:5 | 3:6 | *** | 5:3 | 1 | 0 | 2 | 11:14 | 2 |
| 4. | Slovinsko | 2:8 | 1:8 | 3:5 | *** | 0 | 0 | 3 | 6:21  | 0 |

| 26. dubna 2002 16:00 | Rusko | 8:1 (3:0, 2:1, 3:0) | Slovinsko | Göteborg (Scandinavium) Návštěvnost: 7 873 |  |

| Zpráva | |  |                     |
| 14:28 Vjačeslav Bucajev 15:07 Ivan Tkačenko 18:11 Ivan Tkačenko 21:30 Dmitrij Bykov 27:20 Ivan Tkačenko 46:06 Maxim Afinogenov 46:33 Alexej Kozněv 55:05 Ravil Gusmanov | 14:28 Vjačeslav Bucajev 15:07 Ivan Tkačenko 18:11 Ivan Tkačenko 21:30 Dmitrij Bykov 27:20 Ivan Tkačenko 46:06 Maxim Afinogenov 46:33 Alexej Kozněv 55:05 Ravil Gusmanov |  | 32:59 Marcel Rodman |

| 26. dubna 2002 20:15 | Rakousko | 3:5 (1:3, 0:1, 2:1) | Švédsko | Göteborg (Scandinavium) Návštěvnost: 11 700 |  |

| Zpráva                                                          |                                                                 |  | |
| 15:23 Robert Lukas 44:15 Matthias Tratting 59:25 Dominic Lavoie | 15:23 Robert Lukas 44:15 Matthias Tratting 59:25 Dominic Lavoie |  | 2:06 Niklas Andersson 6:25 Magnus Johansson 13:49 Mattias Weinhandl 32:00 Jörgen Jönsson 52:28 Daniel Tjarnqvist |

| 28. dubna 2002 15:15 | Rusko | 6:3 (3:0, 3:2, 0:1) | Rakousko | Göteborg (Scandinavium) Návštěvnost: 7 908 |  |

| Zpráva | |  |                                                        |
| 4:37 Ravil Gusmanov 6:56 Dmitrij Zatonskij 7:26 Maxim Afinogenov 21:07 Dmitrij Bykov 21:28 Alexander Prokopjev 35:14 Valerij Karpov | 4:37 Ravil Gusmanov 6:56 Dmitrij Zatonskij 7:26 Maxim Afinogenov 21:07 Dmitrij Bykov 21:28 Alexander Prokopjev 35:14 Valerij Karpov |  | 23:36 Robert Lukas 26:11 Dieter Kalt 44:16 André Lakos |

| 28. dubna 2002 19:00 | Švédsko | 8:2 (1:1, 4:0, 3:1) | Slovinsko | Göteborg (Scandinavium) Návštěvnost: 8 356 |  |

| Zpráva | |  |                                      |
| 12:03 Pierre Hedin 20:39 Kristian Huselius 20:55 Ulf Dahlén 27:23 Daniel Tjarnqvist 30:25 Ulf Dahlén 41:59 Thomas Johansson 48:24 Thomas Rhodin 56:09 Kristian Huselius | 12:03 Pierre Hedin 20:39 Kristian Huselius 20:55 Ulf Dahlén 27:23 Daniel Tjarnqvist 30:25 Ulf Dahlén 41:59 Thomas Johansson 48:24 Thomas Rhodin 56:09 Kristian Huselius |  | 1:45 Marcel Rodman 47:09 Toni Tišlar |

| 30. dubna 2002 16:00 | Slovinsko | 3:5 (2:1, 1:0, 0:4) | Rakousko | Jönköping (Kinnarps Arena) Návštěvnost: 4 000 |  |

| Zpráva                                                    |                                                           |  | |
| 5:50 Tomaž Razingar 16:06 Peter Rožič 36:29 Marcel Rodman | 5:50 Tomaž Razingar 16:06 Peter Rožič 36:29 Marcel Rodman |  | 4:10 Phiilipp Lukas 49:30 Gerhard Unterluggauer 55:39 André Lakos 56:56 Dieter Kalt 59:10 Dieter Kalt |

| 30. dubna 2002 20:00 | Švédsko | 2:0 (1:0, 0:0, 1:0) | Rusko | Göteborg (Scandinavium) Návštěvnost: 11 102 |  |

| Zpráva                                 |
| 5:43 Ulf Dahlén 58:11 Michael Nylander |

### Skupina D
|    |          | CAN | USA | LAT | ITA | V | R | P | Skóre | B |
| 1. | Kanada   | *** | 2:1 | 4:1 | 5:0 | 3 | 0 | 0 | 11:2  | 6 |
| 2. | USA      | 1:2 | *** | 3:2 | 5:2 | 2 | 0 | 1 | 9:6   | 4 |
| 3. | Lotyšsko | 1:4 | 2:3 | *** | 4:1 | 1 | 0 | 2 | 7:8   | 2 |
| 4. | Itálie   | 0:5 | 2:5 | 1:4 | *** | 0 | 0 | 3 | 3:14  | 0 |

| 27. dubna 2002 15:15 | Itálie | 2:5 (0:2, 0:1, 2:2) | USA | Karlstad (Löfbergs Lila Arena) Návštěvnost: 6 785 |  |

| Zpráva                              |                                     |  | |
| 41:14 Stefano Margoni 47:39 Toni De | 41:14 Stefano Margoni 47:39 Toni De |  | 7:09 Richard Park 18:34 Andrew Hilbert 39:35 Andrew Hilbert 40:10 Richard Park 49:59 Steve Konowalchuk |

| 27. dubna 2002 19:05 | Kanada | 4:1 (1:1, 1:0, 2:0) | Lotyšsko | Karlstad (Löfbergs Lila Arena) Návštěvnost: 7 040 |  |

| Zpráva                                                                           |                                                                                  |  |                             |
| 7:58 Brad Schlegel 29:17 Andy McDonald 41:19 Richard Matvichuk 49:47 Eric Brewer | 7:58 Brad Schlegel 29:17 Andy McDonald 41:19 Richard Matvichuk 49:47 Eric Brewer |  | 13:53 Gregorijs Pantělejevs |

| 29. dubna 2002 16:00 | Kanada | 5:0 (0:0, 3:0, 2:0) | Itálie | Karlstad (Löfbergs Lila Arena) Návštěvnost: 5 569 |  |

| Zpráva                                                                                       |
| 25:57 Andy McDonald 36:16 Danny Cleary 37:23 Danny Cleary 54:31 Ryan Smyth 58:02 Ray Whitney |

| 29. dubna 2002 20:00 | USA | 3:2 (3:0, 0:1, 0:1) | Lotyšsko | Karlstad (Löfbergs Lila Arena) Návštěvnost: 6 100 |  |

| Zpráva                                            |                                                   |  |                                                       |
| 0:20 Joe Sacco 13:21 Derek Planta 18:10 Joe Sacco | 0:20 Joe Sacco 13:21 Derek Planta 18:10 Joe Sacco |  | 31:41 Aleksandrs Niživojs 43:52 Gregorijs Pantělejevs |

| 30. dubna 2002 16:00 | Lotyšsko | 4:1 (2:0, 2:1, 0:0) | Itálie | Karlstad (Löfbergs Lila Arena) Návštěvnost: 7 000 |  |

| Zpráva                                                                                         |                                                                                                |  |                       |
| 8:37 Sandis Ozolinš 17:39 Alexandrs Belavskis 22:30 Leonids Tambijevs 24:56 Vjačeslavs Fanduls | 8:37 Sandis Ozolinš 17:39 Alexandrs Belavskis 22:30 Leonids Tambijevs 24:56 Vjačeslavs Fanduls |  | 36:05 Vezio Sacratini |

| 30. dubna 2002 20:00 | USA | 1:2 (1:0, 0:0, 0:2) | Kanada | Karlstad (Löfbergs Lila Arena) Návštěvnost: 7 715 |  |

| Zpráva           |                  |  |                                     |
| 17:51 Ted Donato | 17:51 Ted Donato |  | 42:54 Ryan Smyth 55:50 Jamie Wright |

### Osmifinále A
|    |           | CZE  | CAN  | USA  | GER  | SUI  | LAT  | V | R | P | Skóre | B  |
| 1. | Česko     | ***  | 5:1  | 5:4  | 7:5* | 5:0* | 3:1  | 5 | 0 | 0 | 25:11 | 10 |
| 2. | Kanada    | 1:5  | ***  | 2:1* | 3:1  | 3:2  | 4:1* | 4 | 0 | 1 | 13:10 | 8  |
| 3. | USA       | 4:5  | 1:2* | ***  | 2:2  | 3:0  | 3:2* | 2 | 1 | 2 | 13:11 | 5  |
| 4. | Německo   | 5:7* | 1:3  | 2:2  | ***  | 3:0* | 3:2  | 2 | 1 | 2 | 14:14 | 5  |
| 5. | Švýcarsko | 0:5* | 2:3  | 0:3  | 0:3* | ***  | 6:4  | 1 | 0 | 4 | 8:18  | 2  |
| 6. | Lotyšsko  | 1:3  | 1:4* | 2:3* | 2:3  | 4:6  | ***  | 0 | 0 | 5 | 10:19 | 0  |

- s hvězdičkou = zápasy ze základní skupiny.

| 2. května 2002 16:00 | USA | 3:0 (2:0, 1:0, 0:0) | Švýcarsko | Karlstad (Löfbergs Lila Arena) Návštěvnost: 3 010 |  |

| Zpráva                                                      |
| 5:40 Mark Murphy 19:35 Richard Park 20:46 Steve Konowalchuk |

| 2. května 2002 20:00 | Kanada | 3:1 (1:1, 1:0, 1:0) | Německo | Karlstad (Löfbergs Lila Arena) Návštěvnost: 3 000 |  |

| Zpráva                                                |                                                       |  |                   |
| 4:51 Mike Comrie 39:12 Ryan Smyth 51:02 Andy McDonald | 4:51 Mike Comrie 39:12 Ryan Smyth 51:02 Andy McDonald |  | 12:30 Wayne Hynes |

| 2. května 2002 20:00 | Česko | 3:1 (2:0, 0:0, 1:1) | Lotyšsko | Jönköping (Kinnarps Arena) Návštěvnost: 2 321 |  |

| Zpráva                                                     |                                                            |  |                      |
| 0:29 Jaromír Jágr 7:44 Martin Procházka 59:58 Pavel Kubina | 0:29 Jaromír Jágr 7:44 Martin Procházka 59:58 Pavel Kubina |  | 45:27 Aigars Cipruss |

| 3. května 2002 16:00 | Švýcarsko | 2:3 (0:0, 1:0, 1:3) | Kanada | Karlstad (Löfbergs Lila Arena) Návštěvnost: 4 000 |  |

| Zpráva                                             |                                                    |  |                                                          |
| 34:00 Jean-Jacques Aeschlimann 58:05 Ivo Rüthemann | 34:00 Jean-Jacques Aeschlimann 58:05 Ivo Rüthemann |  | 42:13 Dany Heatley 48:04 Eric Brewer 51:26 Andy McDonald |

| 3. května 2002 20:00 | Německo | 3:2 (1:1, 0:1, 2:0) | Lotyšsko | Karlstad (Löfbergs Lila Arena) Návštěvnost: 4 278 |  |

| Zpráva                                                   |                                                          |  |                                                    |
| 18:02 Jürgen Rumrich 53:15 Boris Blank 59:27 Wayne Hynes | 18:02 Jürgen Rumrich 53:15 Boris Blank 59:27 Wayne Hynes |  | 2:52 Alexandrs Semjonovs 22:38 Alexandrs Belavskis |

| 4. května 2002 15:15 | Česko | 5:4 (3:1, 1:3, 1:0) | USA | Jönköping (Kinnarps Arena) Návštěvnost: 4 923 |  |

| Zpráva                                                                                            |                                                                                                   |  |                                                                                          |
| 3:26 Pavel Patera 6:38 David Moravec 14:25 Petr Čajánek 20:45 Jaromír Jágr 44:58 Martin Procházka | 3:26 Pavel Patera 6:38 David Moravec 14:25 Petr Čajánek 20:45 Jaromír Jágr 44:58 Martin Procházka |  | 7:49 Christopher Clark 22:33 Christopher Clark 25:35 Daniel La Couture 35:23 Mark Murphy |

| 5. května 2002 15:15 | USA | 2:2 (1:0, 0:1, 1:1) | Německo | Karlstad (Löfbergs Lila Arena) Návštěvnost: 4 923 |  |

| Zpráva                              |                                     |  |                                    |
| 8:39 Mark Mowers 50:47 Derek Planta | 8:39 Mark Mowers 50:47 Derek Planta |  | 26:44 Andreas Loth 47:50 Jan Benda |

| 5. května 2002 19:00 | Lotyšsko | 4:6 (0:0, 1:3, 3:3) | Švýcarsko | Karlstad (Löfbergs Lila Arena) Návštěvnost: 5 200 |  |

| Zpráva                                                                                |                                                                                       |  | |
| 24:31 Rodrigo Lavinš 43:40 Harijs Vitolinš 50:42 Sandis Ozolinš 58:55 Alexandrs Kerčs | 24:31 Rodrigo Lavinš 43:40 Harijs Vitolinš 50:42 Sandis Ozolinš 58:55 Alexandrs Kerčs |  | 22:18 Sandy Jeannin 26:24 Martin Plüss 30:34 Adrian Wichser 53:53 Sandy Jeannin 57:06 SN Jean-Jacques Aeschlimann 59:36 Sandy Jeannin |

| 5. května 2002 19:00 | Kanada | 1:5 (0:2, 0:0, 1:3) | Česko | Jönköping (Kinnarps Arena) Návštěvnost: 4 213 |  |

| Zpráva             |                    |  |                                                                                                  |
| 42:05 Steve Staios | 42:05 Steve Staios |  | 5:37 Petr Čajánek 10:50 Jan Hrdina 45:31 Michal Sýkora 46:43 Pavel Patera 58:21 Rostislav Klesla |

### Osmifinále B
|    |           | SWE  | FIN  | SVK  | RUS  | UKR  | AUT  | V | R | P | Skóre | B |
| 1. | Švédsko   | ***  | 4:2  | 1:2  | 2:0* | 7:0  | 5:3* | 4 | 0 | 1 | 19:7  | 8 |
| 2. | Finsko    | 2:4  | ***  | 3:1* | 1:0  | 3:0* | 3:1  | 4 | 0 | 1 | 12:6  | 8 |
| 3. | Slovensko | 2:1  | 1:3* | ***  | 6:4  | 5:4* | 6:3  | 4 | 0 | 1 | 20:15 | 8 |
| 4. | Rusko     | 0:2* | 0:1  | 4:6  | ***  | 3:3  | 6:3* | 1 | 1 | 3 | 13:15 | 3 |
| 5. | Ukrajina  | 0:7  | 0:3* | 4:5* | 3:3  | ***  | 3:2  | 1 | 1 | 3 | 10:20 | 3 |
| 6. | Rakousko  | 3:5* | 1:3  | 3:6  | 3:6* | 2:3  | ***  | 0 | 0 | 5 | 12:23 | 0 |

- s hvězdičkou = zápasy ze základní skupiny.

| 2. května 2002 16:00 | Finsko | 3:1 (1:0, 0:0, 2:1) | Rakousko | Göteborg (Scandinavium) Návštěvnost: 4 500 |  |

| Zpráva                                                   |                                                          |  |                 |
| 15:40 Toni Lydman 44:56 Kimmo Timonen 54:08 Tom Koivisto | 15:40 Toni Lydman 44:56 Kimmo Timonen 54:08 Tom Koivisto |  | 58:12 Setzinger |

| 2. května 2002 20:00 | Švédsko | 1:2 (1:0, 0:0, 0:2) | Slovensko | Göteborg (Scandinavium) Návštěvnost: 11 200 |  |

| Zpráva                |                       |  |                                       |
| 4:53 Niklas Andersson | 4:53 Niklas Andersson |  | 47:46 Miroslav Šatan 49:41 Dušan Milo |

| 3. května 2002 16:00 | Rusko | 3:3 (0:2, 2:1, 1:0) | Ukrajina | Göteborg (Scandinavium) Návštěvnost: 3 582 |  |

| Zpráva                                                     |                                                            |  |                                            |
| 25:13 Ivan Tkačenko 34:34 Dmitrij Bykov 44:01 Sergej Žukov | 25:13 Ivan Tkačenko 34:34 Dmitrij Bykov 44:01 Sergej Žukov |  | 5:16 Cyrul 14:53 Širjajev 26:50 Šachrajčuk |

| 3. května 2002 20:00 | Slovensko | 6:3 (3:0, 0:2, 3:1) | Rakousko | Göteborg (Scandinavium) Návštěvnost: 4 500 |  |

| Zpráva | |  |                                                 |
| 4:10 Róbert Tomík 8:55 Vladimír Országh 12:52 Rastislav Pavlikovský 40:38 Ľubomír Višňovský 44:54 Richard Lintner 55:55 Ľuboš Bartečko | 4:10 Róbert Tomík 8:55 Vladimír Országh 12:52 Rastislav Pavlikovský 40:38 Ľubomír Višňovský 44:54 Richard Lintner 55:55 Ľuboš Bartečko |  | 28:14 Setzinger 31:43 H. Hohenberger 54:58 Kalt |

| 4. května 2002 15:15 | Ukrajina | 0:7 (0:2, 0:2, 0:3) | Švédsko | Göteborg (Scandinavium) Návštěvnost: 9 759 |  |

| Zpráva |  |  | |
|        |  |  | 1:26 Mattias Weinhandl 2:47 Niklas Andersson 21:00 Per-Johan Axelsson 39:39 Ulf Dahlén 51:01 Kristian Huselius 58:17 Jonas Johnson 58:35 Ulf Dahlén |

| 4. května 2002 19:00 | Finsko | 1:0 (1:0, 0:0, 0:0) | Rusko | Göteborg (Scandinavium) Návštěvnost: 9 698 |  |

| Zpráva            |
| 4:34 Janne Ojanen |

| 5. května 2002 19:00 | Švédsko | 4:2 (1:1, 0:1, 3:0) | Finsko | Göteborg (Scandinavium) Návštěvnost: 9 227 |  |

| Zpráva                                                                                      |                                                                                             |  |                                           |
| 11:39 Kristian Huselius 40:54 Daniel Tjarnqvist 53:03 Thomas Rhodin 56:06 Andreas Johansson | 11:39 Kristian Huselius 40:54 Daniel Tjarnqvist 53:03 Thomas Rhodin 56:06 Andreas Johansson |  | 8:59 Petteri Nummelin 25:45 Niklas Hagman |

| 6. května 2002 16:00 | Rakousko | 2:3 (1:0, 1:1, 0:2) | Ukrajina | Göteborg (Scandinavium) Návštěvnost: 400 |  |

| Zpráva                    |                           |  |                                              |
| 17:12 Kalt 36:49 Brandner | 17:12 Kalt 36:49 Brandner |  | 21:32 Klimentěv 40:11 Šachrajčuk 50:15 Cyrul |

| 6. května 2002 20:00 | Rusko | 4:6 (0:3, 3:2, 1:1) | Slovensko | Göteborg (Scandinavium) Návštěvnost: 2 000 |  |

| Zpráva                                                                                   |                                                                                          |  | |
| 25:21 Ravil Gusmanov 26:34 Alexej Kozněv 31:14 Alexander Prokopjev 42:32 Maxim Sušinskij | 25:21 Ravil Gusmanov 26:34 Alexej Kozněv 31:14 Alexander Prokopjev 42:32 Maxim Sušinskij |  | 7:57 Miroslav Šatan 9:26 Ladislav Nagy 18:09 Peter Bondra 26:34 Peter Bondra 34:09 Michal Handzuš 47:37 Dušan Milo |

### Play off
|  | Čtvrtfinále | Čtvrtfinále |           |        | Semifinále  | Semifinále  |  |  | Finále | Finále |
|  |             |             |           |        |             |             |  |  |        |        |
|  |             |             |           |        |             |             |  |  |        |        |
|  |             |             |           |        |             |             |  |  |        |        |
|  | Finsko      | 3           |           |        |             |             |  |  |        |        |
|  | Finsko      | 3           |           |        |             |             |  |  |        |        |
|  | USA         | 1           |           |        |             |             |  |  |        |        |
|  | USA         | 1           | Rusko     | 3      |             |             |  |  |        |        |
|  |             |             | Rusko     | 3      |             |             |  |  |        |        |
|  |             | Finsko      | 2         |        |             |             |  |  |        |        |
|  | Rusko       | Finsko      | 2         | 3      |             |             |  |  |        |        |
|  | Rusko       |             |           | 3      |             |             |  |  |        |        |
|  | Česko       | 1           |           |        |             |             |  |  |        |        |
|  | Česko       | 1           | Slovensko | 4      |             |             |  |  |        |        |
|  |             |             | Slovensko | 4      |             |             |  |  |        |        |
|  |             | Rusko       | 3         |        |             |             |  |  |        |        |
|  | Slovensko   | Rusko       | 3         | 3      |             |             |  |  |        |        |
|  | Slovensko   |             |           | 3      |             |             |  |  |        |        |
|  | Kanada      | 2           |           |        |             |             |  |  |        |        |
|  | Kanada      | 2           | Slovensko | 3      | Třetí místo | Třetí místo |  |  |        |        |
|  |             |             | Slovensko | 3      | Třetí místo | Třetí místo |  |  |        |        |
|  |             | Švédsko     | 2         |        |             |             |  |  |        |        |
|  | Švédsko     | Švédsko     | 2         | 6      | Švédsko     | 5           |  |  |        |        |
|  | Švédsko     |             |           | 6      | Švédsko     | 5           |  |  |        |        |
|  | Německo     | 2           |           | Finsko | 3           |             |  |  |        |        |
|  | Německo     | 2           |           |        | 3           |             |  |  |        |        |
|  |             |             |           |        |             |             |  |  |        |        |
|  |             |             |           |        |             |             |  |  |        |        |

### Čtvrtfinále
Finsko –  USA 	3:1 (0:0, 2:0, 1:1)
7. května 2002 (16:00) – Göteborg (Scandinavium)

Branky: 33:50 Rintanen (Kallio), 35:21 Jokinen (Pärssinen), 50:03 Viitakoski (Lind, Markkanen) – 52:00 La Couture (Hatcher).

Rozhodčí: Mihálik – Popovič (SVK), Makarov (RUS)

Vyloučení: 3:3

Diváků: 9 341
Finsko: Markkanen – Koivisto, Niinimaa, Nummelin, Lydman, Karalahti, Timonen, Tuulola – Aalto, Jokinen, Hagman – Kallio, Ojanen, Rintanen – Miettinen, N. Kapanen, Pärssinen – Lind, Helminen, Viitakoski – Pirjetä.
USA: Miller – Hatcher, O'Sullivan, Rohloff, Eaton, Tamer, Weinrich, De Wolf, Leopold – Sacco, Donato, Konowalchuk – Park, Plante, La Couture – Clark, Reasoner, Hilbert – Murphy, Mowers, Rasmussen.

 Kanada –  Slovensko 	2:3 (1:0, 1:1, 0:2)
7. května 2002 (20:00) – Karlstad (Löfbergs Lila Arena)

Branky: 12:45 Heatley (Whitney), 23:59 Smyth (Patrick) – 39:59 Bondra (Pálffy), 43:47 Šatan (Handzuš, Milo), 44:37 Bondra (Pálffy).

Rozhodčí: Lärking – Karlsson (SWE), Peltonen (FIN)

Vyloučení: 3:3 (1:1)

Diváků: 6 000
Kanada: Giguere – Brewer, Patrick, Staios, Sydor, Schlegel, Matvichuk, McGillis, Smyth – Cleary, Morrow, Whitney – Heatley, J. Wright, McDonald – Malhotra, T. Wright, Calder – Williams, Schaefer, Comrie.
Slovensko: Lašák – Višňovský, Hecl, Smrek, Lintner, Milo, Štrbák, Čierny, Bača – Pálffy, Stümpel, Bondra – Šatan, Handzuš, Bartečko – Országh, Rastislav Pavlikovský, Nagy – Róbert Petrovický, Hlinka, Somík.

 Švédsko –  Německo 	6:2 (1:2, 2:0, 3:0)
7. května 2002 (20:00) – Göteborg (Scandinavium)

Branky: 9:18 Axelsson (Huselius, K. Johnsson), 31:15 R. Sundin (Zetterberg), 36:50 Hedin (Andersson, Nylander), 49:15 Huselius (Näslund, D. Tjärnqvist), 52:24 R.Sundin (Näslund, Huselius), 55:16 Näslund (Huselius, R. Sundin) – 17:35 Ehrhoff, 19:59 Soccio (Ehrhoff).

Rozhodčí: Karabanov (RUS) – Stricker (SUI), Kronborg (NOR)

Vyloučení: 5:8 (3:1)

Diváků: 10 064
Švédsko: T. Salo – Hedin, Rhodin, R. Sundin, Magnus Johansson, Johnsson, D. Tjärnqvist, Mathias Johansson, T. Johansson – Axelsson, Johnson, Huselius – Näslund, A. Johansson, Dahlén – Weinhandl, Jönsson, Zetterberg – Andersson, Falk, Nylander.
Německo: Seliger – Köppchen, Schubert, Ehrhoff, Benda, Goldmann, Molling, Renz, Seidenberg – T. Martinec, Ustorf, Rumrich – Kathan, Soccio, Morczinietz – Kreutzer, Blank, Loth – Sulkovsky, Hynes, Lewandowski.

 Česko –  Rusko 	1:3 (0:1, 1:1, 0:1)
7. května 2002 (20:00) – Jönköping (Kinnarps Arena)

Branky: 23:58 Hrdina (J. Hlinka, M. Sýkora) – 15:47 Kozněv (Guskov, Tkačenko), 28:27 Karpov (Kalinin, A. Kovalenko), 40:22 Karpov (A. Kovalenko).

Rozhodčí: Lepaus (FIN) – Carpentler (CAN), Redding (USA)

Vyloučení: 3:7 (0:1)

Diváků: 4 903
Česko: Hnilička – Kubina, Špaček, M. Sýkora, F. Kaberle, Kuba, Klesla – Jágr, Hrdina, Hlinka – Moravec, Patera, M. Procházka – Ujčík, Čajánek, Vlasák – Výborný, Broš, Sedlák.
Rusko: Sokolov – Žukov, Kalinin, Gusev, Rjabykin, Judin, Vyšedkevič, Guskov, Volčenkov – Kovalenko, V. Bucajev, Karpov – Sušinskij, Prokopjev, Zatonskij – M. Afinogenov, Ljašenko, Gusmanov – Antipov, Kozněv, Tkačenko.

### Semifinále
Rusko –  Finsko	3:2sn (1:1, 1:1, 0:0 – 0:0)
9. května 2002 (16:00) – Göteborg (Scandinavium)

Branky: 10:19 Zatonskij (Sušinskij), 29:40 Afinogenov (Savčenkov), rsn. Kovalenko – 4:37 Karalahti (Timonen, Helminen), 20:48 Hagman (Miettinen, Timonen).

Rozhodčí: Hutchinson (CAN) – Coenen (NED), Karlsson (SWE)

Vyloučení: 10:6 (1:2)

Diváků: 9 797
Rusko: Sokolov – Žukov, Kalinin, Gusev, Rjabykin, Judin, Vyšedkevič, Guskov, Volčenkov – A. Kovalenko, Karpov, Bucajev – Sušinskij, Prokopjev, Zatonskij – Afinogenov, Ljašenko, Gusmanov – Antipov, Kozněv, Tkačenko.
Finsko: Markkanen – Koivisto, Niinimaa, Lydman, Tuulola, Karalahti, Timonen – Aalto, Jokinen, Hagman – Kallio, Ojanen, Rintanen – Miettinen, N. Kapanen, Pärssinen – Lind, Helminen, Viitakoski – Pirjetä.

 Švédsko –  Slovensko 2:3sn (1:0, 1:1, 0:1 – 0:0)
9. května 2002 (20:00) – Göteborg (Scandinavium)

Branky: 17:02 Axelsson (Dahlén, A. Johansson), 31:44 T. Johansson (Nylander) – 35:32 Országh (Pálffy), 58:02 Šatan (Pálffy), rsn. Lintner.

Rozhodčí: Pakaslahti (FIN) – Barvíř (CZE), Redding (USA)

Vyloučení: 6:5 (0:1)

Diváků: 10 064
Švédsko: T. Salo – Hedin, Rhodin, D. Tjärnqvist, Johnsson, R. Sundin, Magnus Johansson, T. Johansson – Axelsson, A. Johansson, Dahlén – Weinhandl, Jönsson, Zetterberg – Näslund, Johnson, Huselius – Andersson, Falk, Nylander.
Slovensko: Lašák – Višňovský, Hecl, Smrek, Lintner, Milo, Štrbák, Čierny, Bača – Pálffy, Stümpel, Bondra – Šatan, Handzuš, Bartečko – Országh, Rastislav Pavlikovský, Nagy – Róbert Petrovický, M. Hlinka, Somík.

### Finále
Slovensko –  Rusko 	4:3 (2:0, 1:1, 1:2)
11. května 2002 (19:00) – Göteborg (Scandinavium)

Branky: 0:22 Višňovský (Stümpel), 12:10 Bondra (Šatan, Pálffy), 26:59 Šatan (Handzuš), 58:20 Bondra (Pálffy) – 23:27 Sušinskij (Zatonskij, Prokopjev), 42:09 Antipov (Karpov), 54:15 Sušinskij (Prokopjev).

Rozhodčí: Pakaslahti (FIN) – Carpentier (CAN), Redding (USA)

Vyloučení: 4:5 (1:0)

Diváků: 11 591
Slovensko: Lašák – Višňovský, Hecl, Smrek, Lintner, Milo, Štrbák, Čierny, Bača – Pálffy, Stümpel, Bondra – Šatan, Handzuš, Bartečko – Országh, Rastislav Pavlikovský, Nagy – Róbert Petrovický, M. Hlinka, Somík.
Rusko: Sokolov – Žukov, Kalinin, Gusev, Rjabykin, Judin, Vyšedkevič, Guskov, Volčenkov – A. Kovalenko, Karpov, Bucajev – Sušinskij, Prokopjev, Zatonskij – Afinogenov, Ljašenko, Savčenkov – Antipov, Kozněv, Tkačenko.

### O 3. místo
Finsko –  Švédsko	3:5 (2:0, 1:3, 0:2)
10. května 2002 (19:00) – Göteborg (Scandinavium)

Branky: 4:39 Kallio (Tuulola, Norrena), 8:56 Hagman, 21:33 Rintanen (Ojanen) – 23:22 Davidsson (Mathias Johansson), 34:21 Weinhandl (Nylander), 38:44 Rhodin (Falk), 53:54 Rhodin (Zetterberg, Jönsson), 59:53 Falk.

Rozhodčí: Šindler (CZE) – Popovič (SVK), Marakov (RUS)

Vyloučení: 8:7 (2:0, 1:0) + A. Johansson na 10 min.

Diváků: 9 817
Finsko: Norrena – Karalahti, Timonen, Koivisto, Niinimaa, Lydman, Tuulola – Lind, Helminen, Viitakoski – Aalto, Jokinen, Hagman – Kallio, Ojanen, Rintanen – Miettinen, N. Kapanen, Pärssinen – Pirjetä.
Švédsko: Liv – Hedin, Rhodin, D. Tjärnqvist, Johnsson, R. Sundin, Magnus Johansson, T. Johansson, Falk – Axelsson, A. Johansson, Dahlén – Zetterberg, Jönsson Weinhandl – Näslund, Johnson, Huselius – Nylander, Mathias Johansson, Davidsson.

### O udržení
|     |           | SLO | POL | ITA | JPN | V | R | P | Skóre | B |
| 13. | Slovinsko | *** | 4:2 | 4:0 | 4:3 | 3 | 0 | 0 | 12:5  | 6 |
| 14. | Polsko    | 2:4 | *** | 5:1 | 5:2 | 2 | 0 | 1 | 12:7  | 4 |
| 15. | Itálie    | 0:4 | 1:5 | *** | 6:2 | 1 | 0 | 2 | 7:11  | 2 |
| 16. | Japonsko  | 3:4 | 2:5 | 2:6 | *** | 0 | 0 | 3 | 7:15  | 0 |

 Slovinsko –  Japonsko 	4:3 (3:0, 1:3, 0:0)
2. května 2002 (12:00) – Jönköping (Kinnarps Arena)

Branky: 2:07 Šahraj (Kontrec, Brodnik), 16:31 Rodman (Vnuk), 19:41 Kontrec (Jan), 21:39 Brodnik (Šahraj, Kontrec) – 27:50 Suzuki (K. Ito), 28:27 Fužita (Kobori), 38:15 T. Nihei (Suzuki).

Rozhodčí: Pakaslahti – Peltonen (FIN), Stricker (SUI)

Vyloučení: 6:4 (2:2) + Terglav na 5 min a do konce utkání.

Diváků: 5 098
Slovinsko: Glavič – Ciglenečki, Beribak, Šahraj, Brodnik, Zajc, Rebolj, Bešlagič, Tišlar – Razingar, Vnuk, Rodman – Jan, Zupančič, Kontrec – Rožič, Krajnc, Terglav – Žagar, Avguštinčič, Polončič.
Japonsko: Kikuči – K. Ito, Kawaguči, Kawašima, Oširo, Jamazaki, Kobori, Kobajaši, Sasaki – T. Nihei, Fužita, Jule – Suzuki, Sakai, Kuwabara – Kon, Kabajama, M. Ito – Miwa, Jahata, Iwata.

 Polsko –  Itálie 	5:1 (1:0, 3:0, 1:1)
2. května 2002 (16:00) – Jönköping (Kinnarps Arena)

Branky: 5:40 Oliwa (Płachta), 25:52 Rożański (Justka), 33:25 Demkowicz (Rożański, Płachta), 34:25 Czerkawski (Pysz, Plachta), 46:33 Laszkiewicz (Oliwa) – 44:20 Chelodi (Timpone).

Rozhodčí: Karabanov – Makarov (RUS), Vasko (BLR)

Vyloučení: 5:9 (1:0)

Diváků: 2 068
Polsko: Jaworski – Dułęba, Łabuź, Gil, Gonera, Śmiełowski, Mieszkowski – Czerkawski, Pysz, Płachta – Laszkiewicz, Parzyszek, Klisiak – Sokół, Garbocz, Oliwa – Justka, Rożański, Demkowicz.
Itálie: Brunetta – Bartolone, Mansi, Helfer, Strazzabosco, Lorenzi, Peca, Borgatello, Gruber – Margoni, Sacratini, L. De Toni – Topatigh, Chelodi, Timpone – Ramoser, M. De Toni, Busillo – De Bettin, Zisser, Rossi de Mio.

 Polsko –  Slovinsko		2:4 (0:0, 0:1, 2:3)
3. května 2002 (16:00) – Jönköping (Kinnarps Arena)

Branky: 41:06 Gonera, 59:46 Parzyszek (Czerkawski) – 33:28 Polonič (Razingar), 48:35 Rodman (Vnuk, Razingar), 49:28 Kontrec (Jan, Zupančič), 51:59 Kontrec (Jan).

Rozhodčí: Lärking (SWE) – Stricker (SUI), Peltonen (FIN)

Vyloučení: 4:3 (0:1)

Diváků: 1 964
Polsko: Jaworski – Dułęba, Łabuź, Gil, Gonera, Śmiełowski, Mieszkowski – Czerkawski, Pysz, Płachta – Laszkiewicz, Parzyszek, Klisiak – Sokół, Garbocz, Oliwa – Justka, Rożański, Demkowicz.
Slovinsko: Glavič – Ciglenečki, Beribak, Šahraj, Brodnik, Zajc, Rebolj, Bešlagič, Tišlar – Razingar, Vnuk, Rodman – Jan, Zupančič, Kontrec – Rožič, Krajnc, Terglav – Žagar, Avguštinčič, Polončič.

 Japonsko –  Itálie	2:6 (1:0, 1:4, 0:2)
3. května 2002 (20:00) – Jönköping (Kinnarps Arena)

Branky: 10:58 Jule (Fužita), 24:24 Sakai (Kobori) – 23:27 Busillo (Mansi, Sacratini), 29:52 Timpone (Sacratini, Mansi), 29:52 Helfer (Lorenzi, L. De Toni), 6:25 Timpone (Topatigh), 45:50 Ramoser (Borgatello), 53:03 Mansi (Lorenzi).

Rozhodčí: Pakaslahti (FIN) – Karlosson (SWE), Vasko (BLR)

Vyloučení: 10:8 (1:3) + Kon na 5 min a do konce utkání.

Diváků: 1 709
Japonsko: Kikuči (40. Nihej) – Kawašima, Oširo, K. Ito, Kawaguči, Jamazaki, Kobori, Kobajaši, Sasaki – T. Nihei, Fužita, Jule – Suzuki, Sakai, Kuwabara – Masatuši, Kabajama, Kon – M. Ito, Jahata, Miwa, Iwata.
Itálie: Rosatti – Bartolone, Mansi, Lorenzi, Peca, Helfer, Strazzabosco, Borgatello, Gruber – Topatigh, Chelodi, Timpone – Ramoser, Sacratini, Busillo – Margoni, L. De Toni, M. De Toni – De Bettin, Zisser, Rossi de Mio.

 Slovinsko –  Itálie 	4:0 (2:0, 2:0, 0:0)
5. května 2002 (11:00) – Jönköping (Kinnarps Arena)

Branky: 10:36 Zupančič, 15:50 Razingar (Bešlagič, Vnuk), 24:19 Rodman (Ciglenečki), 38:42 Razingar (Vnuk, Rodman).

Rozhodčí: Mariconda (USA) – Coenen (NED), Linke (SUI)

Vyloučení: 2:5 (1:0)

Diváků: 2 764
Slovinsko: Glavič – Ciglenečki, Beribak, Šahraj, Brodnik, Zajc, Bešlagič, Tišlar – Razingar, Vnuk, Rodman – Jan, Zupančič, Kontrec – Rožič, Krajnc, Terglav – Žagar, Avguštinčič, Polončič.
Itálie: Rosati – Bartolone, Mansi, Helfer, Strazzabosco, Lorenzi, Peca, Borgatello, Gruber – Topatigh, Chelodi, Timpone – Margoni, Sacratini, L. De Toni – Busillo, M. De Toni, De Bettin – Ramoser, Zisser, Rossi de Mio.

 Polsko –  Japonsko 	5:2 (1:0, 3:1, 1:1)
5. května 2002 (15:15) – Jönköping (Kinnarps Arena)

Branky: 12:04 Płachta (Łabuź, Gonera), 22:22 Klisiak (Laszkiewicz, Gonera), 27:44 Śmiełowski (Czerkawski, Płachta), 34:28 Klisiak (Parzyszek), 47:45 Czerkawski (Rożański) – 32:28 Fužita (Jule), 56:52 Fužita.

Rozhodčí: Johnsen (NOR) – Stricker (SUI), Vasko (BLR)

Vyloučení: 3:4 (1:0)

Diváků: 2 700
Polsko: Jaworski – Rożański, Łabuź, Gil, Gonera, Śmiełowski, Sokół – Czerkawski, Płachta, Oliwa – Laszkiewicz, Parzyszek, Klisiak – Pysz, Garbocz, Demkowicz – Dułęba, Mieszkowski, Justka.
Japonsko: Nihej – Kawašima, Oširo, K. Ito, Kawaguči, Jamazaki, Kobori, Kobajaši, Sasaki – T. Nihei, Fužita, Jule – Suzuki, Jahara, Kuwabara – M. Ito, Kabajama, Kon – Miwa, Sakai, Iwata.

## Statistiky

### Nejlepší hráči podle direktoriátu IIHF
| Brankář              | Maxim Sokolov  |
| Obránce              | Thomas Rhodin  |
| Útočník              | Niklas Hagman  |
| Nejužitečnější hráč: | Miroslav Šatan |

### All Stars
| Brankář         | Maxim Sokolov   |
| Levý obránce    | Richard Lintner |
| Pravý obránce   | Thomas Rhodin   |
| Levé křídlo     | Miroslav Šatan  |
| Střední útočník | Niklas Hagman   |
| Pravé křídlo    | Peter Bondra    |

### Kanadské bodování
| Poř. | Kanadské bodování | Branky | Přihrávky | Body |
| ---- | ----------------- | ------ | --------- | ---- |
| 1.   | Miroslav Šatan    | 5      | 8         | 13   |
| 2.   | Kristian Huselius | 5      | 6         | 11   |
| 3.   | Peter Bondra      | 7      | 2         | 9    |
| 4.   | Jaromír Jágr      | 4      | 4         | 8    |
| 4.   | Richard Lintner   | 4      | 4         | 8    |
| 6.   | Timo Pärssinen    | 3      | 5         | 8    |
| 7.   | Jan Benda         | 1      | 7         | 8    |
| 8.   | Marcel Rodman     | 6      | 1         | 7    |
| 9.   | Ulf Dahlén        | 5      | 2         | 7    |
| 9.   | Niklas Hagman     | 5      | 2         | 7    |
| 11.  | Martin Procházka  | 4      | 3         | 7    |
| 12.  | Pavel Kubina      | 3      | 4         | 7    |
| 12.  | Leonard Soccio    | 3      | 4         | 7    |
| 12.  | Maxim Sušinskij   | 3      | 4         | 7    |
| 12.  | Mattias Weinhandl | 3      | 4         | 7    |

### Konečné pořadí
| 66. | Mistrovství světa | Z | V | R | P | Skóre | B  |
| --- | ----------------- | - | - | - | - | ----- | -- |
| 1.  | Slovensko         | 9 | 8 | 0 | 1 | 37:22 | 16 |
| 2.  | Rusko             | 9 | 4 | 1 | 4 | 30:23 | 9  |
| 3.  | Švédsko           | 9 | 7 | 0 | 2 | 40:17 | 14 |
| 4.  | Finsko            | 9 | 6 | 0 | 3 | 28:15 | 12 |
| 5.  | Česko             | 7 | 6 | 0 | 1 | 31:17 | 12 |
| 6.  | Kanada            | 7 | 5 | 0 | 2 | 20:13 | 10 |
| 7.  | USA               | 7 | 3 | 1 | 3 | 19:16 | 7  |
| 8.  | Německo           | 7 | 3 | 1 | 3 | 25:22 | 7  |
| 9.  | Ukrajina          | 6 | 2 | 1 | 3 | 13:20 | 5  |
| 10. | Švýcarsko         | 6 | 2 | 0 | 4 | 13:19 | 4  |
| 11. | Lotyšsko          | 6 | 1 | 0 | 5 | 14:20 | 2  |
| 12. | Rakousko          | 6 | 1 | 0 | 5 | 17:26 | 2  |
| 13. | Slovinsko         | 6 | 3 | 0 | 3 | 18:26 | 6  |
| 14. | Polsko            | 6 | 2 | 0 | 4 | 12:25 | 4  |
| 15. | Itálie            | 6 | 1 | 0 | 5 | 10:25 | 2  |
| 16. | Japonsko          | 6 | 0 | 0 | 6 | 13:34 | 0  |